# Herderhäusl

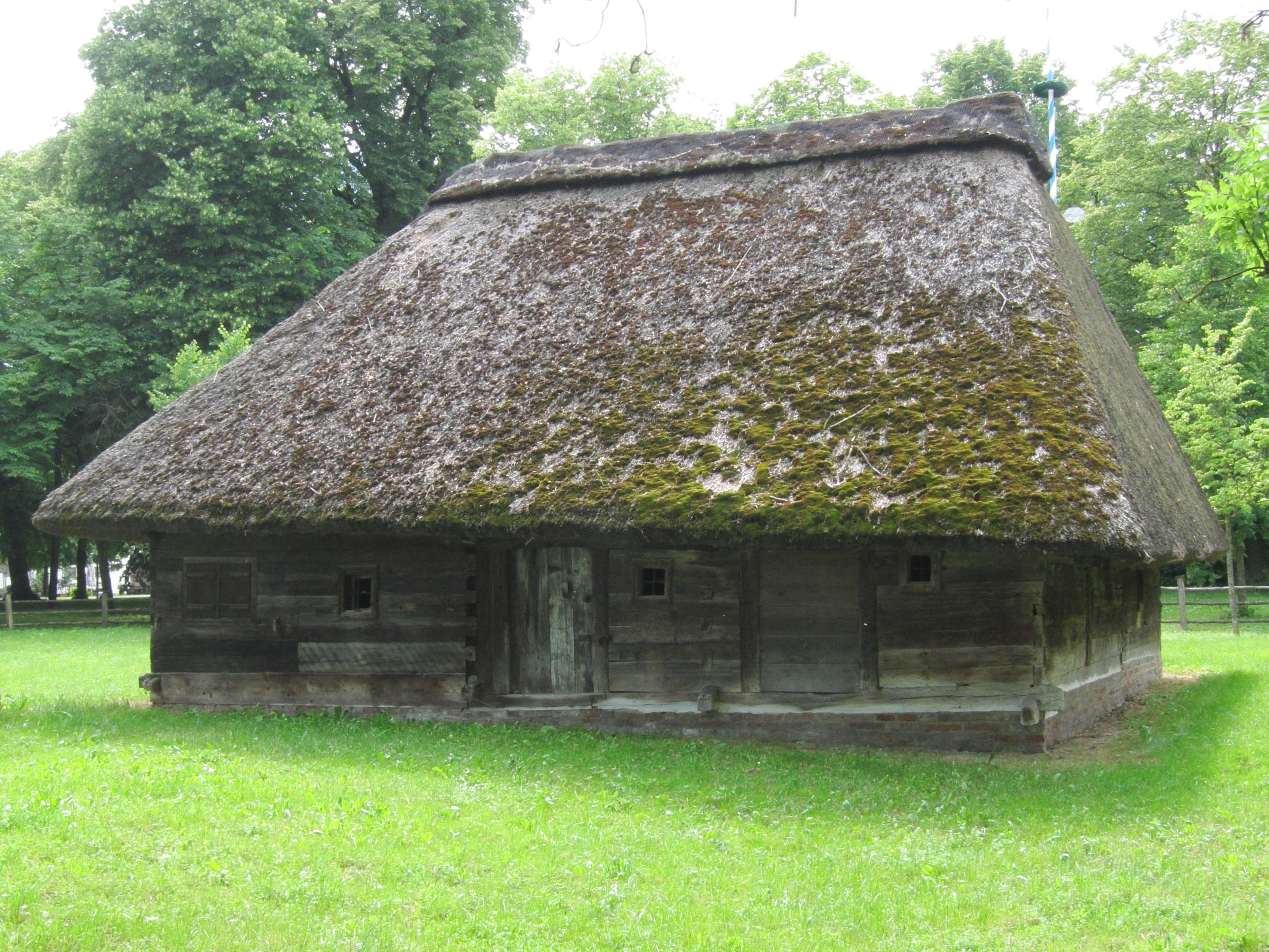
Herderhaus

Flez

Innenraum

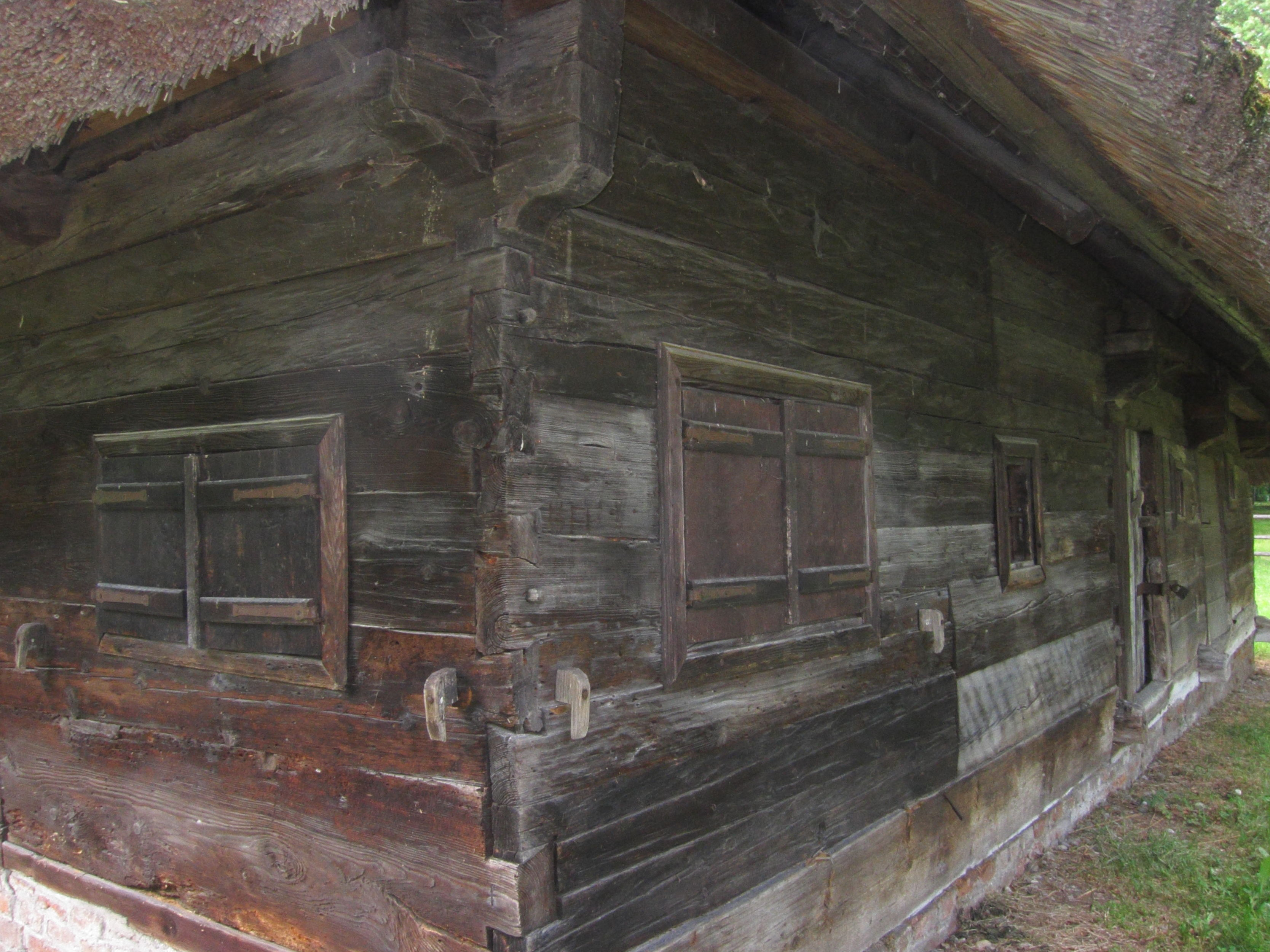
Gebäudeecke

Das Herderhaus oder Herderhäusl ist ein um 1650 erbautes Hirtenhaus in Bergham, einem Ortsteil der Stadt Erding. Es ist das älteste Wohnstallgebäude  in Bayern.

## Geschichte
Herder war die Bezeichnung für den Hirten der Gemeindeherde. Jede Ortschaft hatte ein für die Schafhaltung notwendiges Herderhaus, das zum Eigentum des dörflichen Gemeinwesens gehörte. Der Gemeindehirte stand oft am unteren Rand der zivilen Gesellschaft; dies spiegelte sich in der meist kargen Behausung wider.
Das Blockhaus in Bergham wurde um 1650 gezimmert, sehr wahrscheinlich an der Stelle eines früheren Herderhauses. Es war bis 1952 bewohnt; der letzte Herder starb 1967 in einem Erdinger Altenheim.

## Beschreibung
Das Haus ist innen durch einen Flez (Flur) in zwei Teile unterteilt. Links vom Flez liegt die Stube als Hauptaufenthaltsraum der Herderfamilie. Von der Stube und vom Flez aus führt eine Tür in die Kuchl (Küche). An die Kuchl schließt sich die Kammer für die Kinder an. Rechts vom Flez ist der Schafstall für 5–6 Schafe, die dem Herder gehörten. An der Nordwest-Ecke befindet sich die größere Ehekammer. Über eine Leiter kann vom Flez das Obergeschoss erreicht werden, wo das Heu gelagert wurde.
Das Herderhaus ist hat ein Reet-Walmdach; auch Schaubendach vom Schaub für den Bund Stoh.
Neben dem Herderhaus stehen rund 120 Linden und 80 Eschen. Der Baumbestand ist unterschiedlich alt. Die ältesten Linden haben einen Durchmesser von 2,5 Meter und sind – wie Probebohrungen gezeigt haben – etwa 400 Jahre alt. Die Kapelle im nordöstlichen Bereich wurde Mitte des 19. Jahrhunderts erbaut.
Das Herderhaus ist für die Öffentlichkeit nur zum jährlich stattfindenden Hirtenfest zugänglich.